# Redonda (Antigva i Barbuda)
Redonda je nenaseljeni karipski otok koji je dio Antigve i Barbude, u Zavjetrinskom otočju Malih Antila. Otok je dimenzija oko 1.6 km x 0.5 km , a najviši vrh King Juan's Peak je visok 296 m/nm.
Ovaj mali otok nalazi se između otoka Nevis i Montserrat, 56.2 km jugozapadno od Antigve. Najbliži otok je Montserrat, 22.5 km JI od Redonde, a Nevis se nalazi 32 km  u smjeru SZ.
Redonda je dom velikom broju morskih ptica, a otok je bio važan izvor guana prije nego što su se počela masovno proizvoditi umjetna gnojiva. Operacije iskopavanja guana započele su 1860-ih i prestale nakon početka Prvog svjetskog rata. Tijekom ovih rudarskih radova na otoku je podignuto nekoliko zgrada i drugih instalacija, a još su vidljivi neki fizički ostaci te faze njegove povijesti.
"Redonda" je pridjev u španjolskom jeziku koji znači "okrugla". Godine 1493., na svom drugom putovanju u Novi svijet, Kristofor Kolumbo ugledao je otok i nazvao ga špa. Santa María la Redonda – Sveta Marija Okrugla.
Otok je pripojen Antiguanskoj župi Saint John 26. ožujka 1872.

## Opis
Iz daljine se Redonda čini kao da je jedna vrlo velika stijena. To je ostatak drevnog ugašenog vulkana. Obale otoka su uglavnom strme litice, osobito na zavjetrini (zapadnoj) strani. Na vrhu otoka nalazi se relativno ravno, ali nagnuto travnato područje koji se spušta prema istoku. Ne postoji izvor vode osim kiše.
Sudeći po imenu koje je dao otoku, Kolumbu se otok činio zaobljenim, barem u profilu. U stvarnosti je otok dugačak i uzak i doseže visinu od gotovo 300 metara.
Redonda je nenaseljena. Teška topografija, nedostatak sigurnog mjesta za pristajanje čamca i nepostojanje bilo kakvog izvora slatke vode osim kišnice čini otok negostoljubivim za ljude.
Stado divljih koza i tisuće štakora uklonjeni su s otoka 2017. u sklopu programa restauracije otoka.

## Povijest
Godine 1493. Kristofor Kolumbo i njegova posada postali su prvi poznati Europljani koji su vidjeli Redondu, na njegovom drugom putovanju. Tražio ju je za krunu Kastilje, ali se nije iskrcao na otoku. Nazvao je otok Santa María la Redonda, što znači Sveta Marija Okrugla, ime koje odražava prividni profil otoka gledan sa strane.
Kako je otok stijena površine nešto više od četvornog kilometra, nije bio zanimljiv silama uključene u kolonizaciju Amerike i stoljećima je bio utočište za gusare.
1860-ih godina otok je postao britanski posjed.[Kako?]
Tijekom desetljeća nakon 1860-ih, bogate naslage guana u Redondi vađene su za gnojivo, s godišnjim prinosom do 7000 tona. Samo u to vrijeme otok je bio naseljen radnicima; godine brojio je 120 stanovnika. Nakon eksploatacije guana, otkriven je i iskopavan aluminijev fosfat za proizvodnju baruta. Izgrađena je žičara za prijevoz materijala do utovarnog pristaništa na obali.
Godine 1914., tijekom Prvog svjetskog rata, rudarstvo je prestalo, a većina radnika napustila je otok. Radnici održavanja ostali su na otoku do 1929. godine, kada je uragan uništio gotovo sve preostale objekte. Od tada je otok ostao nenaseljen. Dvije kamene kolibe još uvijek stoje iz vremena boravka ljudi na otoku. Iako je Redondi najbliži otok Montserrat, a drugi najbliži Nevis, Redonda je 1967. godine postala ovisnost udaljenije Antigue, koja je danas dio Antigve i Barbude.
Znanstvenici s vulkanskog opservatorija Montserrat povremeno helikopterom posjećuju otok; oni koriste Redondu kao promatračku točku s koje vrše mjerenja brda Soufrière, aktivnog vulkana na Montserratu.

## Ekologija i očuvanje
Endemske životinje otok uključuju guštere Pholidoscelis atratus, Anolis nubilis i neimenovanu vrstu patuljastog macaklina. Otok je kolonija za razmnožavanje više vrsta morskih ptica.
Lokalna ekologija otoka bila je ozbiljno pogođena invazivnim vrstama, posebice unesenim kozama i štakorima, krozo gotovo cijelo stoljeće. Napori na obnovi otoka započeti su 2016. uklanjanjem 60 koza i otprilike 6000 štakora s otoka. Program obnove Redonda uključuje Environmental Awareness Group, Wildlife Management International i Fauna and Flora International. Nekoliko godina nakon što su koze uklonjene, dio lokalnog biljnog svijeta počeo se oporavljati.
U rujnu 2023. godine uspostavljen je rezervat ekosustava Redonda koji pokriva gotovo 300 km2 kopna i mora.

## Mikronacija
Redonda je mjesto radnje mita o "Kraljevstvu Redonda". M. P. Shiel, autor fantastičnih romana, tvrdio je da je u godini njegova rođenja, 1865., njegov otac Matthew Dowdy Shiell, iz Montserrata, odlučio proslaviti svoje prvo muško dijete tako što je organizirao da dječak bude okrunjen za kralja Redonde u dobi od od 15, u ceremoniji koju je navodno na malom otoku obavio biskup.
Shiel je prvi put izrazio ideju "Kraljevstva Redonda" u promotivnom letku za svoje knjige. Od tada se titula "prenosi" i traje do danas. Neko vrijeme "kraljevska" loza Redonda imala je više-manje isključivo književnu temu, a naslov se davao piscima, poput Johna Gawswortha i Jona Wynne-Tysona. Wynne-Tyson (Kralj Juan II.), njegov nasljednik španjolski romanopisac Javier Marías (Kralj Xavier) i konkurenti za redondansku titulu, kao što su Gawsworth, William L. Gates i Bob Williamson, prikazani su u dokumentarcu BBC Radio 4, Redonda: Otok s previše kraljeva, koji je emitiran u svibnju 2007.

## Vanjske poveznice
- Antigua and Barbuda Museum
- Redonda Island . Encyclopedia Americana. 1920